# Man braucht kein Geld
Man braucht kein Geld ist ein deutscher Spielfilm aus dem Jahr 1931.

## Handlung
Deutschland 1931, zur Zeit der Weltwirtschaftskrise. Die Bank des Städtchens Groditzkirchen steht wie viele Institute kurz vor der Pleite. Als der Unternehmer Brandt durch Spekulation ebenfalls in die Krise gerät, setzt er seine Hoffnungen auf einen vermeintlich reichen Onkel aus Amerika, der sein Kommen angekündigt hat. Als sich herausstellt, dass dieser Onkel, Thomas Hoffmann, völlig verarmt ist, wird er von dem einfachen Bankangestellten Heinz Schmidt genötigt, den Millionär zu spielen. Schmidt inszeniert einen Ölboom, welcher der Stadt Wohlstand bringen soll. Als der Betrug auffliegt, kann Schmidt die Honoratioren der Stadt überzeugen, dass es für alle am besten sei, Hoffmann weiter als Millionär zu behandeln und die ihm gewidmete Statue wie geplant einzuweihen. (Hoffmanns Kommentar dazu: „Ich war doch immer ein anständiger Mensch, und trotzdem soll ich jetzt ein Denkmal bekommen.“) Für Schmidt dient der Schwindel vor allem der Eroberung der hübschen Käthe Brandt. Einer vorgeschobenen Verlobung folgt die tatsächliche Heirat und am Ende auch die Annäherung der beiden.

## Hintergrund
Der Film feierte am 24. Dezember 1931 in zwei Wiener Kinos seine Uraufführung. Am 5. Februar 1932 wurde er erstmals in Deutschland gezeigt. Eine Neuverfilmung – ebenfalls mit Hans Moser in der Rolle des angeblich reichen Onkels – erschien 1953 unter dem Titel Der Onkel aus Amerika.
Der Film bedeutete den Durchbruch für die damals erst 17-jährige Hedy Lamarr, die hier in ihrem erst dritten Film – noch unter ihrem bürgerlichen Namen Hedy Kiesler – bereits eine der Hauptrollen spielte.

## Kritiken
„Typisches deutsches Lustspiel aus der Zeit der wirtschaftlichen Depression der Weimarer Republik, das neben optimistischen und realitätsfernen Spielzügen auch einige ironische Anspielungen enthält. Filmtechnisch ärmlich und trotz Starbesetzung von ziemlich flauer Komik.“